# Морозов, Сергей Яковлевич
Серге́й Я́ковлевич Моро́зов (1850 — после 1904) — виолончелист, композитор и аранжировщик, артист оркестра императорской русской оперы.

## Биография
Сергей Яковлевич Морозов родился в 1850 году.
Сергей Яковлевич с 12 лет учился в придворной певческой капелле, где был певчим. Там же стал учиться также игре на виолончели у Mapкуса. Потеряв голос, перешёл в Санкт-Петербургскую консерваторию. Окончил её по классу виолончели Давыдова (1867—70).
Еще за год до окончания М. поступил в оркестр Мариинского оперного театра, где служит и поныне, занимаясь также преподаванием. Написал пьесы для своего инструмента.
...преподаёт игру на виолончели в Педагогическом музее (Соляной Городок). Написал несколько романсов для пения и пьес для виолончели с фортепиано.
Он был виолончелистом, композитором и аранжировщиком, артистом оркестра императорской русской оперы.
Сергей Яковлевич скончался после 1904 года.